# 1944 en numismatique
Chronologie de la numismatique
- 1943 en numismatique - 1944 en numismatique - 1945 en numismatique

Cet article présente les faits marquants de l'année 1944 en numismatique.

## Principaux événements numismatiques de l'année 1944

### Par dates

#### Dates à préciser
- -  FD de Yougoslavie : réintroduction du dinar yougoslave, deuxième monnaie de ce nom, surnommé « dinar de la Fédération » (YUF), à la suite de la libération d'une partie du pays. Il remplace le dinar serbe, la kuna de l'État indépendant de Croatie et d'autres monnaies d'occupation, au taux de 1 dinar yougoslave « de la Fédération » (YUF) = 20 dinars serbes = 40 kuna.